# Samsung Tower Palace
Tower Palace visto de Yangjaecheon
Samsung Tower Palace é um complexo de sete arranha-céus, nomeados de A à G. Estão localizados em Gangnam-gu, Seul, na Coreia do Sul. Eles variam de 42 a 72 andares, todos construídos entre 2002 e 2004, e todos usados como complexos residenciais de luxo. O Tower Palace "G", que possui 73 andares e 264 metros de altura, foi o edifício mais alto da Coreia do Sul desde 2004, mas foi ultrapassado pelo Northeast Asia Trade Tower em 2009. Se dividem da seguinte forma:
- Tower Palace One - torres de A à D;
- Tower Palace Two - torres de E à F;
- Tower Palace Three - torre G.

Os construtores do Tower Palace instalaram medidas de segurança de alta tecnologia. Chaves de cartão emitidas aos residentes são necessárias em todas as entradas e elevadores. A entrada de cada apartamento é acessada por um código de chave ou identificação de impressões digitais.
Os edifícios são altamente automatizados. Tudo, desde a iluminação, cortinas, redes domésticas e máquinas de lavar roupa, podem ser pré-configuradas para executar determinadas ações em um tempo definido ou quando um modo é ativado a partir dos painéis de controle. O apartamento inteiro pode ser controlado através do telefone celular do proprietário.
Um heliporto está localizado no telhado de todos os edifícios.